# 48 Persei
48 Persei (48 Per / c Persei / HD 25940 / HR 1273) es una estrella en la constelación de Perseo de magnitud aparente +4,00.
Se encuentra a unos 553 años luz de distancia del sistema solar.
48 Persei es una estrella blanco-azulada de tipo espectral B3Ve con una luminosidad —incluyendo una gran cantidad de radiación emitida como luz ultravioleta— 3980 veces mayor que la luminosidad solar.
Está catalogada como estrella Be; éstas son estrellas calientes de tipo B de rápida rotación que se hallan rodeadas por un disco ecuatorial de gas de su propia creación.
La inestabilidad del disco de 48 Persei provoca una variación en su brillo de aproximadamente una décima de magnitud, sin que exista un período definido. Como estrella variable, 48 Persei recibe también la denominación de MX Persei.
La velocidad de rotación proyectada de 48 Persei es de 190 km/s, aunque el valor real puede aproximarse a los 370 km/s, ya que se estima que el disco está inclinado 31° respecto a nosotros.
La rápida rotación hace que esta clase de estrellas no tengan forma esférica sino elipsoidal. En consecuencia, la temperatura de estas estrellas es difícil de definir, ya que debido al oscurecimiento gravitatorio la temperatura en los polos es mayor que en el ecuador —fenómeno observado en Regulus A (α Leonis)—, estimándose la temperatura de 48 Persei en 17.200 K.
Con un radio de 7,1 radios solares, su período de rotación es de aproximadamente un día.
Su masa estimada es 7 veces mayor que la del Sol y su edad se cifra en 40 millones de años; se piensa que en sólo unos pocos millones de años finalizará la fusión nuclear de su hidrógeno interno, comenzando su transformación en una gigante roja mucho más luminosa.